# Zappa Records (discográfica)
Zappa Records es una compañía discográfica independiente ubicada en California que actualmente se especializa en reeditar la producción grabada de Frank Zappa. Fue fundada en 1977 por este y revivida en 2006 por el "Zappa Family Trust".

## Historia
Después de dejar Warner Bros. Records, Zappa fundó el sello Zappa Records en 1977, y selló un acuerdo con Phonogram Inc., que distribuyó los lanzamientos de la compañía en los Estados Unidos. Su primer lanzamiento fue el álbum en vivo Sheik Yerbouti, seguido por la ópera rock distópica Joe's Garage.
El álbum de L. Shankar  Touch Me There fue publicado por Zappa Records en 1979.
En 1981, después de que el Phonogram rechazara el lanzamiento del sencillo "I Don't Wanna Get Drafted" , que criticaba la reintroducción del proyecto militar de Jimmy Carter, Zappa fundó Barking Pumpkin Records.
En 2006, la compañía fue revivida con la publicación del disco de Dweezil Zappa "Go with What You Knowes" y los de Frank Zappa Imaginary Disseases y Trance-Fusion en Zappa Records, seguidos por The Dub Room Special (2007), One Shot Deal (2008) y Feeding the Monkies at Ma Maison (2011).
En 2012, el Zappa Family Trust recuperó el control de la producción grabada de Frank Zappa y llegó a un acuerdo de distribución con Universal Music Enterprises para reeditar las grabaciones de los sellos Zappa Records y Barking Pumpkin Records.

## Artistas
Anterior
| Artista       | Año(s) firma | Álbumes publicados en Zappa Records | Notas                                                                                                |
| ------------- | ------------ | ----------------------------------- | --- |
| Frank Zappa   | —            | 6                                   | Muerto el 4 de diciembre de 1993 (a los 52 años), debido a cáncer de próstata.                       |
| L. Shankar    | 1979         | 1                                   | |
| Z             | 1979         | 1                                   | Constaba de Dweezil y Ahmet Zappa. Anteriormente publicado "Shampoohorn" en Barking Pumpkin Records. |
| Dweezil Zappa | 2006         | 1                                   | |